# 동네 (음악 그룹)
동네는 대한민국의 4인조 음악 그룹이다. 2014년 싱글 앨범 [첫사랑]으로 데뷔했다.

## 방송
- 포커스 : Folk Us (2020) - Top8(8위)

## 음반
- 첫사랑 (2014)
- 무곡 (2015)
- 무소속프로젝트 컴필레이션 2015 (2015)
- 자장가 (2017)
- 인천 - Sound of Incheon (Part.2) (2017)
- 포커스(Folk Us) Semi Final (2021)
- 포커스(Folk Us) Epilogue (2021)
- 위로 (2021)

## 공연
- REDBIGSPACE REBORN FESTIVAL (2016)